# Nagamichi Kuroda
Nagamichi Kuroda (黒田 長礼 Kuroda Nagamichi,  24 tháng 11 năm 1889 - 16 tháng 4 năm 1978) là một nhà điểu cầm học Nhật Bản. Các tác phẩm của ông gồm Birds of the Island of Java (2 tập, 1933–36) và Parrots of the World in Life Colours (1975). Ông đã miêu tả loài Tadorna cristata năm 1917.
Ông cũng nghiên cứu về sự phân biệt giữa các loài trong họ Alcidae và hải âu và những điểm đặc trưng của một số chi trong họ Hải âu (shearwaters) tìm thức ăn trong nước.

## Danh sách các sách bằng tiếng Anh
- Birds of the Island of Java  (1933)
- Passeres  (1933)